# Калбарри (национальный парк)
Национальный парк Калбарри (англ. Kalbarri National Park) — национальный парк в округе Средне-Западный штата Западная Австралия, расположенный в 485 км к северу от столицы штата Перта. Площадь парка составляет 1830,05 км². В парке находится ущелье реки Мерчисон протяженностью около 80 км, расположенное в нижнем течении реки. Живописные прибрежные скалы расположены на побережье недалеко от устья Мерчисон и города Калбарри.

## География
Национальный парк Калбарри включает внутренние районы пустыни из красно-белого полосатого песчаника формации Тумблагуда к востоку от города Калбарри, нижнее течение реки и ущелье Мерчисон, а также устье реки у холма Менарра.
Западный край парка проходит по береговой линии к югу от города, где есть скалы высотой более 100 м. В прибрежной зоне есть несколько скальных образований, размытых ветром и водой, в том числе морской скалистый вал и природная арка.

## Климат
Парк открыт круглый год, хотя с декабря по апрель температура может быть очень высокой. Парк расположен в самых северных границах переходной зоны между средиземноморским и полузасушливым климатом. Зима тёплая, с умеренным количеством осадков. Лето жаркое и сухое, во внутренней части парка температура часто превышает 40 ° C. Внутренние районы часто могут быть более чем на 10 ° C выше, чем на побережье и в городе. Месячный уровень осадков низкий, большая часть осадков выпадает с мая по август. Сильные дожди могут привести к закрытию дороги к ущелью.

## Флора
Парк Калбарри отличается разнообразием и обилием полевых цветов. Более 800 видов полевых цветов цветут с конца зимы до начала лета с пиковыми периодами в августе и сентябре. Двадцать один вид растений встречается только на прибрежных вершинах скал и в ущельях, преимущественно в Национальном парке. Одно из самых известных местных растений — это Anigozanthos kalbarriensis (т. н. кошачья лапка Калбарри), небольшое жёлтое или красное растение, которое обычно можно увидеть на недавно выжженных территориях с августа по сентябрь. Несколько орхидей можно увидеть только в парке и рядом с ним, в том числе орхидеи Ophrys fuciflora и Drakaea.
Beyeria lepidopetala, когда-то считавшаяся вымершей, была вновь обнаружена в парке в 1994 году. Популяция этого вида в парке — одна из всего трёх известных популяций.
- Флора парка
- Lachnostachys eriobotrya
- Quoya oldfieldii
- Verticordia monadelpha
- Xylomelum angustifolium

## Фауна
На территории парка есть записи наблюдений за около 200 различными видами животных внутри парка вдоль реки Мерчисон. Более 400 видов были зарегистрированы у побережья и вокруг города Калбарри. Кенгуру Евгении, находящийся под угрозой исчезновения, наблюдался ранее в этом районе, хотя в последнее время его не встречали.
В парке встречается около 150 видов птиц, в том числе эму (Dromaius novaehollandiae), скопа (Pandion haliaetus), клинохвостый орёл (Aquila audax) и австралийский пеликан (Pelecanus conspicillatus). Некоторые из зарегистрированных видов млекопитающих во внутренних районах включают западного серого кенгуру (Macropus fuliginosus), австралийскую ехидну (Tachyglossus aculeatus) и тушканчиковую мышь Notomys alexis. Единственная наблюдаемая летучая мышь в парке Vespadelus finlaysoni. Зарегистрированные виды рептилий включают молоха(Moloch horridus), карликового амфиболуруса (Pogona minor) и Ctenophorus nuchalis. Единственная наблюдаемая амфибия — ложная жаба (Pseudophryne guentheri). Было зарегистрировано около 30 различных членистоногих, включая стрекозу Ictinogomphus dobsoni и чёрный древесный муравей саванны Tetraponera punctulata.
- Фауна
- Австралийская ехидна
- Молох

## Туристическая инфраструктура
Самыми популярными видами деятельности в парке являются осмотр достопримечательностей, катание на лодках, рыбалка, пикники и прогулки по лесу. Другие мероприятия включают спуск в ущелье и верховую езду, а также подводное плавание с аквалангом, сноркелинг, серфинг и плавание в Индийском океане на пляже Ред-Блафф и небольшом пляже в Пот-Элли. Из Калбарри по реке Мерчисон отправляются живописные круизы и осуществлайются полеты над национальным парком Калбарри. В парке сооружены две смотровые платформы Kalbarri Skywalk, с которых открываются обширные виды на ущелье реки Мерчисон и национальный парк Калбарри.
На территории парка нет кемпингов или других жилых помещений, а также нет воды. Все ночные посетители должны пользоваться удобствами в городе, если они не участвуют в многодневной прогулке по лесу или на лодке.

## Галерея
- Виды парка
- Природная арка
- Ущелье реки Мерчисон
- Вид через природную арку
- Крутой меандр Мерчисона